# 載璨
奉恩輔國公載璨（1838年3月4日—1885年4月14日），奉恩鎮國公奕橚第二子，母妻鈕祜祿氏，其父為久祥，愉郡王系第六代。
他在道光十八年二月（1833年）出生，咸豐七年十二月（1857年）受封輔國將軍，同治五年五月（1866年）接替父親成為愉郡王第六代，但因為愉郡王並非世襲罔替的爵位，因此他的封爵只是奉恩輔國公。
光緒十一年二月（1885年）他去世，虛齡四十八岁，由養子溥釗襲封愉郡王系第七代。